# David Calderhead
David Calderhead (ur. 19 czerwca 1864, zm. 9 stycznia 1938 w Londynie) – szkocki piłkarz, następnie trener.

## Życiorys
Urodził się 19 czerwca 1864 r. w miejscowości Hurlford. Nominalnie był środkowym obrońcą. Jego pierwszym klubem w karierze był klub Queen of the South. Po ośmiu latach gry w tym zespole przeniósł się do Notts County F.C., z którym 1894 zdobył Puchar Anglii. 9 marca 1889 r. Calderhead rozegrał swoje jedyne spotkanie w reprezentacji (przeciwnikiem Szkotów była Irlandia Północna). W 1900 David Calderhead zakończył karierę i zajął się trenowaniem. 1 sierpnia 1900 r. został trenerem Lincoln City. W 1907 został zatrudniony na stanowisku trenera w Chelsea. Pełnił tę funkcję do 1933 r. David Calderhead zmarł w 1938 roku w wieku 73 lat.